# Cyril (opat)
Cyril (opat) († 1580) OPraem. byl římskokatolický kněz, premonstrátský kanovník a v letech 1558–1569 opat kanonie v Zábrdovicích.
Opatem v Zábrdovicích byl celkem jedenáct let. Po svém odstoupení z opatského úřadu v roce 1569 se stal farářem v Šaraticích. Během své opatské služby musel řešit řadu hospodářských sporů, proto na funkci opata rezignoval.